# James Young Coachbuilder

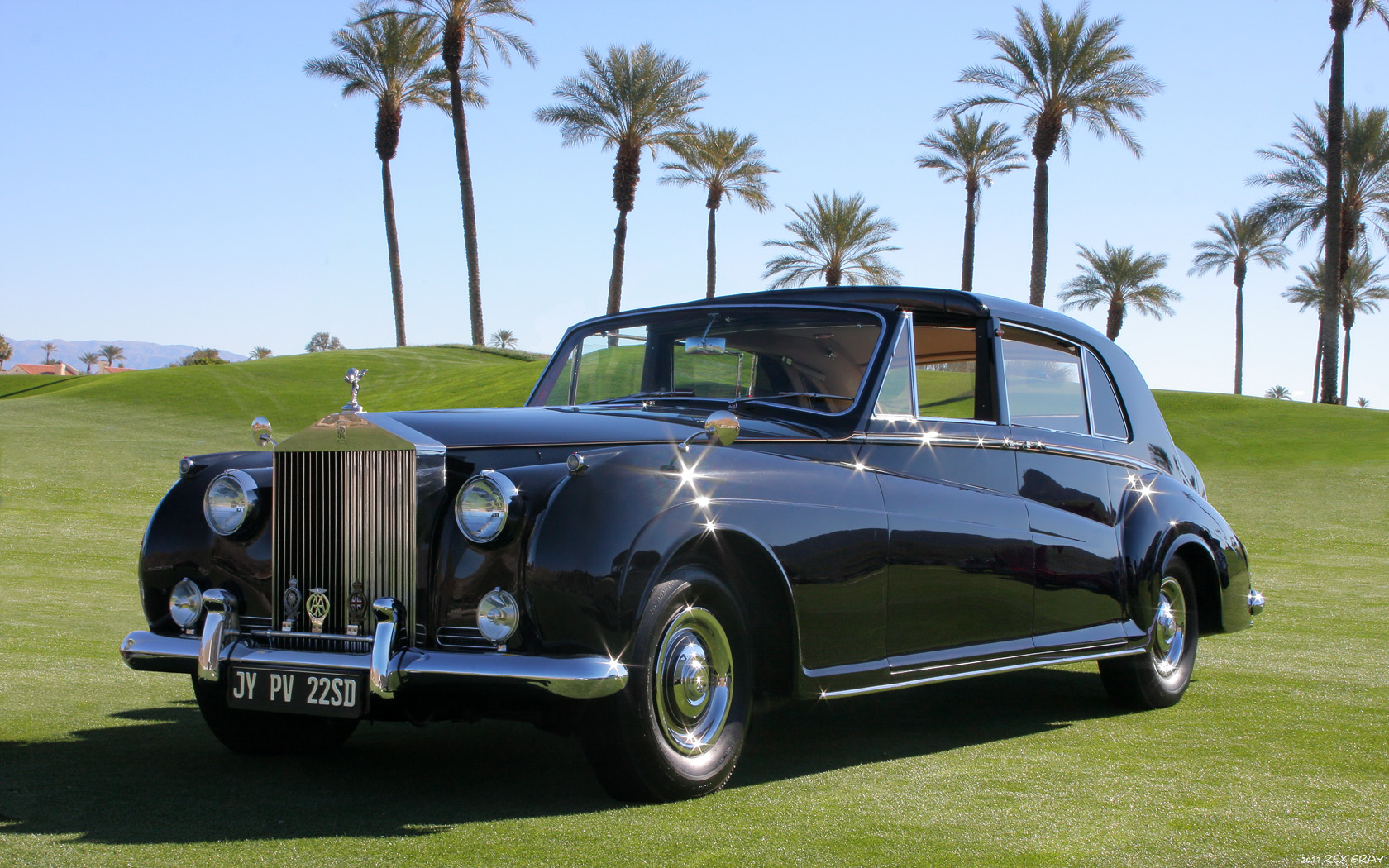
Rolls-Royce Phantom V med James Young-kaross.

 James Young Ltd var en brittisk karossmakare med verksamhet i Bromley.
James Young byggde sin första hästvagn 1863. Den första bilkarossen levererades 1908. Under mellankrigstiden byggde James Young karosser på chassin från märken som Alfa Romeo, Sunbeam och Rolls-Royce.1937 köptes företaget upp av Rolls-Royce-försäljaren Jack Barclay och därefter byggdes karosser främst till dennes kunder.
Införandet av självbärande karosser innebar problem för alla traditionella karossmakare, men James Young byggde ett litet antal tvådörrarsversioner av Rolls-Royce Silver Shadow innan man slutligen ställde in produktionen 1967.